# چیتیلیو
چیتیلیو (به ایتالیایی: Cittiglio) یک کومونه در ایتالیا است که در استان وارزه واقع شده‌است.چیتیلیو جمعیتی ۳۸۱۷ نفری دارد.

## خصوصیات
چیتیلیو ۱۱٫۵ کیلومترمربع مساحت و ۳٬۸۱۷ نفر جمعیت دارد.

## خواهرخوانده
شهر کامروتا خواهرخواندهٔ چیتیلیو هست.